# Zamek Zgórsko-Podborze
Zamek Zgórsko-Podborze – niezachowany zamek, który znajdował się w Zgórsku przy drodze do Podborza w powiecie mieleckim w województwie podkarpackim .
Zamek Zgórsko-Podborze nie jest wzmiankowany w dokumentach źródłowych; cała wiedza o tym obiekcie opiera się na powierzchniowych badaniach archeologicznych prowadzonych w drugiej połowie XX wieku, które nie dostarczyły materiału umożliwiającego jego datowanie.
W rejonie Zgórska, między potokiem Zgórskim a drogą do Podborza, około 300 metrów na wschód od drogi wojewódzkiej nr 984 Tarnów-Mielec, znajduje się nasyp ziemny na planie wydłużonego owalu o długości 120 metrów i szerokości 70 metrów; jego kształt sugeruje, że w tym miejscu stał niegdyś zamek obronny, być może chroniony dodatkowymi fortyfikacjami typu basteja. W trakcie badań zauważono, że obiekt ten był broniony przez rozwinięty system przeszkód wodnych – częściowo naturalnych (potok Zgórski), częściowo sztucznych (fosa, słabo czytelna w terenie wskutek upraw rolnych i zniszczeń powstałych w trakcie budowy drogi). Stwierdzono obecność sztucznej grobli biegnącej od nasypu do drogi Tarnów-Mielec oraz przyczółków mostowych na brzegach potoku.
Źródła pisane zawierają niewiele informacji o Zgórsku i Podborzu. Z „Księgi uposażeń diecezji krakowskiej” (Liber beneficiorum dioecesis Cracoviensis, 1470-1480) Jana Długosza wiadomo, że w połowie XV wieku Zgórsko było własnością Pacanowskiego herbu Jelita i płacono stąd dziesięciny kościołowi w Pacanowie. W spisie poborowym z 1578 roku Zgórsko jest wymienione jako własność wojewody podolskiego Mikołaja Mieleckiego herbu Gryf, od 1578 lub 1579 roku do 1580 roku hetmana wielkiego koronnego. Parafię w Zgórsku erygowano w 1583 roku. Rejestr poborowy z 1578 roku podawał Podborze w parafii Zgórsko.
Słownik geograficzny Królestwa Polskiego i innych krajów słowiańskich nie wspomina o obiektach obronnych w Zgórsku lub Podborzu; literatura naukowa nie podaje danych o historii zachowanego obiektu.